# 156号弗吉尼亚州州道
維吉尼亞州156號公路是為美國維吉尼亞州的重要公路之一，連接95號州際高速公路，美國國道301和維吉尼亞州35號公路, 途經多個美國內戰時期的古戰場, 如Benjamin Harrison Bridge, Seven Pines, Highland Springs和Old Cold Harbor。公路建於1933年，全長98.04公里。